# Danger Money
| 전문가 평가 | 전문가 평가 |
| 평가 점수   | 평가 점수   |
| 출처        | 점수        |
| ----------- | ----------- |
| Allmusic    | [ 1 ]       |

《Danger Money》는 존 웨튼, 에디 좁슨, 테리 보지오가 참여한 영국의 프로그레시브 록 슈퍼그룹 U.K.의 두 번째이자 마지막 스튜디오 음반이다. 이 음반은 1979년 3월, E.G. 레코드와 폴리도르 레코드에 의해 발매되었다.

## 배경
1978년에는 〈The Only Thing She Needs〉, 〈Caesar's Palace Blues〉 그리고 〈Carrying No Cross〉의 초기 버전이 투어에서 공연되었으며, 〈Danger Money〉의 오프닝 코드가 도입되었다. 밴드의 원래 라인업은 빌 브루포드와 앨런 홀즈워스가 참여했다. 〈Rendezvous 6:02〉와 〈Nothing to Lose〉는 모두 싱글 발매를 위해 편집되었다.
이 음반은 2016년에 리마스터드되어 박스 세트인 《Ultimate Collector's Edition》의 일부로 포함되었다.
에디 좁슨에 따르면, 〈Rendezvous 6:02〉의 CS80 솔로 곡은 악기의 16개 모든 진동자가 모노포닉 유니슨으로 연주되었다.

## 곡 목록
모든 곡들은 에디 좁슨과 존 웨튼에 의해 작사/작곡하였다.
| #  | 제목                         | 재생 시간 |
| -- | ---------------------------- | --------- |
| 1. | 〈Danger Money〉             | 8:12      |
| 2. | 〈Rendezvous 6:02〉          | 5:00      |
| 3. | 〈The Only Thing She Needs〉 | 7:53      |

| #  | 제목                      | 재생 시간 |
| -- | ------------------------- | --------- |
| 1. | 〈Caesar's Palace Blues〉 | 4:42      |
| 2. | 〈Nothing to Lose〉       | 3:57      |
| 3. | 〈Carrying No Cross〉     | 12:20     |